# Лузерна (Тренто)
Лузерна је насеље у Италији у округу Тренто, региону Трентино-Јужни Тирол.
Према процени из 2011. у насељу је живело 275 становника. Насеље се налази на надморској висини од 1334 м.